# Аширбекова, Роза
Роза Аширбекова (каз. Роза Әшірбекова; 15 апреля 1938, Биржан сал, Северо-Казахстанская область, КазССР, СССР — 1 августа 2022, Алма-Ата, Казахстан) — советская казахская актриса театра. Народная артистка Казахской ССР (1991).

## Биография
Родилась 15 апреля 1938, Енбекшильдерский район, Северо-Казахстанская область, Казахская ССР.
В 1960 году окончила студию при драматическом театре имени М. Мамбетова. В том же году принята в Казахский ТЮЗ им. Габита Мусрепова
С 1960 года — в театре Казахский государственный академический театр для детей и юношества имени Г. Мусрепова.
- Основные роли на сцене
- Первое появление на сцене — Жумаханов и Б. Анна в пьесе Тажибаева «Қаракөз қарындасым». Ляззат («Затерянная любовь» Т. Ахтанова), Хадиша, Сейде («Арманим Ассель» Шакена Айтматова и «Бетпе на бет», Шафак («Ночь луны» М. Карима), Маншук («Монологи» А. Тажибаева), Дарига («Мы трое» Т. Абдикова), Улболала (в «Судьбе» Шота Уалиханова), Акбопе («Двойной хари» С. Джунусова) и др. ОНА НЕ УМЕРЛА ВЫ В СВОЕМ УМЕ

## Награды и звания
- 1970 — Заслуженная артистка Казахской ССР
- 1991 — Народная артистка Казахской ССР
- 2005 (7 декабря) — Указом Президента РК награждена орденом «Курмет»[2]
- 2016 — Медаль «Ветеран труда Казахстана»
- 2017 (5 декабря) — Указом Президента РК награждена орденом «Парасат» — за большой вклад в развитие отечественного театрального и киноискусства и общественную активность.
- 2018 — Государственная стипендия Первого Президента Республики Казахстан — Елбасы в области культуры;[3]
- Правительственные медали, в том числе:
  - 2011 — Медаль «20 лет независимости Республики Казахстан»
  - 2015 — Медаль «20 лет Конституции Республики Казахстан»
  - 2016 — Медаль «25 лет независимости Республики Казахстан»
  - 2020 — Медаль «25 лет Конституции Республики Казахстан»
  - 2021 — Медаль «30 лет независимости Республики Казахстан»